# چاه منیرآباد
چاه منیرآباد یا کلاته دهی روستایی در دهستان بالا دشت بخش مرکزی شهرستان گرمه استان خراسان شمالی ایران است.

## جمعیت
بر پایه سرشماری عمومی نفوس و مسکن در سال ۱۳۹۵ جمعیت این مکان ۱۲۸ نفر (۲۸خانوار) بوده‌است.